# كارل غوستاف فون روزين
كارل غوستاف فون روزين (بالسويدية: Carl Gustaf von Rosen) هو طيار سويدي، ولد في 19 أغسطس 1909 في Flen Municipality ‏ في السويد، وتوفي في 13 يوليو 1977 في إثيوبيا.